# Bisbat de Hong Kong
El bisbat de Hong Kong (mandarí: 香港教區; transliterat: Tyānzhǔjyào Syānggǎng jyàochyū; llatí: Dioecesis Sciiamchiamensis) és una seu de l'Església catòlica, sufragània de l'arquebisbat de Guangzhou. El 2013 tenia 547.000 batejats (dels quals, uns 374.000 són hongkonguesos i 147.000 són filipins) d'un total de 7.071.600 habitants. Actualment està regida pel bisbe electe pare Stephen Chow Sau-yan S.I..

## Territori
La diòcesi comprèn la ciutat de Hong Kong.
La seu episcopal és la mateixa ciutat de Hong Kong, on es troba la catedral de la Immaculada Concepció.
El territori està dividit en 51 parròquies, comprenent 41 esglésies, 32 capelles i 25 sales per a serveis religiosos. A més, hi ha 317 escoles i llars d'infants catòliques.

## Història
L'organització del que es convertiria en la diòcesi de Hong Kong va començar immediatament després de l'establiment de Hong Kong com a colònia britànica.

### Prefectura Apostòlica
En 22 d'abril de 1841, mitjançant el decret Cum ob conventionem de Propaganda Fide, el Papa Gregori XVI va crear una Prefectura Apostòlica que comprenia "Hong Kong amb les sis lligues que l'envolten" independent de la diòcesi de Macau, però sota l'autoritat del bisbe de Macau. La necessitat inicial per a l'establiment de la prefectura va ser la cura espiritual dels soldats britànics (catòlics irlandesos) estacionats a la colònia de recent creació.
Theodore Joset, sacerdot diocesà de Suïssa, va esdevenir el primer Prefecte Apostòlic.
La prefectura va funcionar tant com una missió, però s'intentà, des de la seva creació, convertir-se en una diòcesi amb el temps. En els primers deu anys, els missioners van construir esglésies, escoles, un seminari, així com institucions per als malalts, els ancians i els orfes.
Després de la mort de Joset en 1842, Anthony Feliciani va esdevenir Prefecte Apostòlic de Hong Kong i Macau.
La primera pedra de la primera església va ser col·locada en 1842. Va ser dedicada a la Immaculada Concepció el 1843, ampliada el 1858-59, es va cremar el 18 d'octubre de 1859, sent reconstruïda i beneïda el 18 de març de 1860. Aquesta església va ser la predecessora de la catedral de la Immaculada Concepció de Hong Kong, que va ser construït el 1883 en el seu actual lloc en Caine Road.
En 1858, els primers missioners pertanyents al Seminari de Missions Estrangeres de Milà (ara PIME) van arribar; designats per fer-se càrrec de l'administració de la missió en el temps.
El 1860, el territori físic s'havia estès molt més enllà de les primeres sis lligues que envolten Hong Kong per incloure el Districte de Sant On, la península de Kowloon, la península de Sai Kung, i Nam Tau.

### Vicariat apostòlic
El 17 de novembre de 1874 la Prefectura d'Hong Kong va ser elevada a Vicariat Apostòlic mitjançant la butlla Non sine arcano del Papa Pius IX, i va ser confiat al Seminari de Missions Estrangeres de Milà (ara PIME). Mentre que la prefectura havia estat dirigida per sacerdots missioners, un vicariat era el pas intermedi abans de convertir-se en una diòcesi, i requeria d'un bisbe per dirigir-la. Atès que el territori no era encara una diòcesi, els bisbes van ser anomenats "bisbe titular" d'un altre lloc (on no tenien autoritat eclesiàstica). Els bisbes estaven sota l'autoritat directa del Papa, l'exercici del seu poder en el seu nom, en comptes de ser investit en el càrrec que pertany a una diòcesi.
El primer Vicari Apostòlic va ser Giovanni Timoleon Raimondi, bisbe titular d'Acanthus (consagrat el 22 de novembre de 1874), que va morir a Mission House, Glenealy, Hong Kong, el 27 de setembre de 1894. Va ser succeït per Monsenyor Louis Piazzoli (nascut el 1849), titular bisbe de Clazomenae, i Dominic Pozzoni (nascut el 1851), titular bisbe de Tavia, triat el 26 de maig de 1905.
En 1880, el vicariat va fer seu del primer sínode de la cinquena regió eclesiàstica de l'Església Catòlica a la Xina; es va organitzar un segon sínode el 1891, i una tercera el 1909.
En 1883, es va col·locar la primera pedra d'una nova catedral. Aquesta és l'actual catedral de la Immaculada Concepció. Va ser inaugurada el 1888.
El vicariat va continuar creixent. El 1913 tenia 12 preveres europeus i 10 nadius i 14.195 cristians; hi havia 26 esglésies, 5 d'elles amb sacerdots residents; 40 escoles per a nens i 29 escoles per a les nenes; 12 Germans de les Escoles Cristianes; 35 Germanes de Canossa; 22 Germanes de Sant Pau de Chartres i 54 germanes natives.
A més de l'illa de Hong Kong, el vicariat incloia l'illa de Lautau i les illes adjacents i els tres districtes continentals de Sa-no, Kwei-shing i Hai-Fung. Les esglésies amb sacerdots residents eren la catedral (Glenealy), Sant Josep (Garden Road), San Francesc (Wanchai), el Sagrat Cor (West Point) i Sant Antoni (West Point). La Societat per les Missions Exteriors de París tenien un procurador, un sanatori i una impremta a Hong Kong; hi havia també un procurador dominic.
Més missioners van arribar de molts ordes al llarg dels anys 1920 i 1930, construint-se més esglésies, escoles i hospitals.
Durant la Segona Guerra Mundial, l'ocupació japonesa va detenir gairebé totes les activitats. Els missioners evacuats, i van ser internats de diverses maneres, alliberats i expulsats. Després de la guerra, la reconstrucció va començar immediatament.

### Diòcesi
L'11 d'abril de 1946 el Papa Pius XII, mitjançant la butlla Quotidie Nos, va establir la jerarquia episcopal a la Xina, elevant tots els vicariats apostòlics a diòcesis, Hong Kong, entre elles, a través d'una constitució apostòlica que va enviar a cada vicari apostòlic, juntament amb una carta de l'internunci apostòlic, Anthony Riberi, en l'estiu de 1946. Des de llavors, la diòcesi de Hong Kong és directament responsable davant el Papa. Enrico Valtorta va esdevenir el primer bisbe de Hong Kong.
El 1949 els refugiats que fugien del règim comunista xinès va començar a abocar-se a Hong Kong, incloent molts catòlics i clergues de tota la Xina; les activitats diocesanes es van restringir de manera efectiva als límits de la colònia. El 1952, la diòcesi va obrir set noves capelles per als refugiats.
El 1969 el bisbe Francis Hsu es va convertir, després de la renúncia de Lorenzo Bianchi, en el primer bisbe xinès de Hong Kong.
El 29 maig de 1988 John Baptist Wu, cinquè bisbe, va ser nomenat membre del Sagrat Col·legi Cardenalici pel Papa Joan Pau II. Va ser el primer a ser creat cardenal originari de la diòcesi de Hong Kong.
El 18 d'agost de 1991, un fòrum obert sobre "Eleccions 1991", organitzat conjuntament pel Consell de Sacerdots, la Comissió de Justícia i Pau, el Consell Central de Laics Catòlica i l'Institut Catòlic de religió i societat, es va dur a terme en els nou grups de Hong Kong, Kowloon i els Nous Territoris per tal d'animar els fidels a prendre part activa en les eleccions directes per al Consell Legislatiu del 15 de setembre. Les organitzacions de l'Església també van fer una crida similar als ciutadans fidels i ordinàries a través de publicacions, qüestionaris i anuncis en periòdics.
El 15 d'abril de 1993, la diòcesi es va tornar a dividir en nou deganats. El Consell Presbiteral es reorganitzà amb tots els degans inclou com a membres nats.
Després de la mort del cardenal Wu el 23 de setembre de 2002, el seu coadjutor Joseph Zen va esdevenir el sisè bisbe de Hong Kong.
El 8 de juliol de 2004, el Consell Legislatiu va aprovar la Llei d'educació (esmenada). En virtut de la nova ordenança, que seria efectiva l'1 de gener de 2005, es requeriria que cada escola amb l'ajuda abans del 2010 per formar un comitè de gestió incorporada (IMC), els membres han d'incloure representants elegits pels mestres, els pares dels alumnes i ex alumnes, així com una altra les persones independents, amb la finalitat de promoure una gestió basada en l'escola. Va ser la preocupació de l'Església que, com a entitat promotora, car ja no estaria facultat en el futur per supervisar les escoles sota el seu patrocini, ni serà capaç d'assolir les seves metes i objectius en l'educació catòlica. El 5 de juny de 2005, el bisbe Zen va anunciar que, si el Consell Legislatiu passava la donació per donar suport a les escoles per crear comitès de gestió incorporats el 8 de juliol de 2005, que apel·laria contra la decisió de la cort. Després que el Govern va decidir abandonar alguns punts principals argumentat, la diòcesi va decidir donar suport a la moció.
El 22 de febrer de 2006 el Papa Benet XVI va anunciar que el bisbe Joseph Zen seria elevat al Col·legi de Cardenals. Va rebre el seu birret vermell el 24 de març de 2006 després d'una jornada de reflexió el 23 de març. Va rebre el seu anell cardenalícia el 25 de març de 2006, l'solemnitat de l'Anunciació del Senyor.

## La influència política
Joseph Zen era un partidari obert de la democràcia i un acèrrim crític de la República Popular de la Xina. Els seus punts de vista sobre les polítiques del govern estaven sovint en conflicte amb les de Hong Kong i les de l'ex Cap de l'Executiu Donald Tsang Yam-kuen, que també és catòlica.

## Cronologia episcopal
- Theodor Joset † (22 d'abril de 1841 - 5 d'agost de 1842 mort)
- Antonio Feliciani, O.F.M. † (11 de desembre de 1842 - 4 d'octubre de 1847 renuncià) (prefetto apostolico ad interim)
- Théodore-Augustin Forcade, M.E.P. † (4 d'octubre de 1847 - 24 d'agost de 1850 renuncià) (pro-prefetto)
- Antonio Feliciani, O.F.M. † (24 d'agost de 1850 - 20 de juny de 1855 renuncià)
- Luigi Ambrosi † (20 de juny de 1855 - 10 de març de 1867 mort)
- Giovanni Timoleone Raimondi, P.I.M.E. † (27 de desembre de 1868 - 27 de setembre de 1894 mort)
- Luigi Piazzoli, P.I.M.E. † (11 de gener de 1895 - 26 de desembre de 1904 mort)
- Domenico Pozzoni, P.I.M.E. † (12 de juliol de 1905 - 20 de febrer de 1924 mort)
- Enrico Valtorta, P.I.M.E. † (8 de març de 1926 - 3 de setembre de 1951 mort)
- Lorenzo Bianchi, P.I.M.E. † (3 de setembre de 1951 - 30 de novembre de 1968 renuncià)
- Francis Xavier Hsu Chen-Ping † (30 de novembre de 1968 - 23 de maig de 1973 mort)
- Peter Wang Kei Lei † (21 de desembre de 1973 - 23 de juliol de 1974 mort)
- John Baptist Wu Cheng-chung † (5 d'abril de 1975 - 23 de setembre de 2002 mort)
- Joseph Zen Ze-Kiun, S.D.B. (23 de setembre de 2002 - 15 d'abril de 2009 jubilat)
  - John Tong Hon, (15 d'abril de 2009 - 17 de maig de 2021)
- Stephen Chow Sau-yan S.I., des del 17 de maig de 2021

## Estadístiques
A finals del 2013, la diòcesi tenia 547.000 batejats sobre una població de 7.071.600 persones, equivalent al 7,7% del total.
| any  | població | població  | població | sacerdots | sacerdots       | sacerdots       | sacerdots             | diaques | religiosos | religiosos | parroquies |
| ---- | -------- | --------- | -------- | --------- | --------------- | --------------- | --------------------- | ------- | ---------- | ---------- | ---------- |
| any  | batejats | total     | %        | total     | clergat secular | clergat regular | batejats por sacerdot | diaques | homes      | dones      |            |
| 1950 | 38.500   | 4.000.000 | 1,0      | 195       | 57              | 138             | 197                   |         | 179        | 403        | 30         |
| 1970 | 241.813  | 4.000.000 | 6,0      | 351       | 60              | 291             | 688                   |         | 401        | 761        | 28         |
| 1980 | 266.843  | 5.017.000 | 5,3      | 352       | 73              | 279             | 758                   |         | 386        | 809        | 53         |
| 1990 | 258.209  | 5.812.300 | 4,4      | 340       | 76              | 264             | 759                   |         | 361        | 681        | 62         |
| 1999 | 347.086  | 6.617.000 | 5,2      | 334       | 70              | 264             | 1.039                 | 2       | 359        | 530        | 59         |
| 2001 | 371.327  | 6.975.000 | 5,3      | 313       | 67              | 246             | 1.186                 | 2       | 320        | 532        | 55         |
| 2002 | 355.156  | 6.866.000 | 5,2      | 302       | 63              | 239             | 1.176                 | 4       | 308        | 525        | 54         |
| 2003 | 367.402  | 6.725.000 | 5,5      | 305       | 65              | 240             | 1.204                 | 5       | 303        | 519        | 52         |
| 2004 | 353.362  | 6.787.000 | 5,2      | 292       | 62              | 230             | 1.210                 | 6       | 301        | 529        | 52         |
| 2006 | 344.166  | 6.882.600 | 5,0      | 283       | 62              | 221             | 1.216                 | 8       | 303        | 508        | 52         |
| 2013 | 547.000  | 7.071.600 | 7,7      | 311       | 74              | 237             | 1.758                 | 18      | 334        | 481        | 51         |